# Hong (Nigeria)
Hong, (en Yoruba Agbègbè Ìjọba Ìbílẹ̀ Hong), est une zone de gouvernement local dans l'État d'Adamawa, mais aussi une ville au Nigeria.

## Source
- (en) Cet article est partiellement ou en totalité issu de l’article de Wikipédia en anglais intitulé « Hong, Nigeria » (voir la liste des auteurs).